# Portuguesa-Tietê
Portuguesa-Tietê è una stazione della linea 1 della metropolitana di San Paolo. Si trova sopra av. Cruzeiro do Sul, nel quartiere di Santana.

## Storia
È stata inaugurata il 26 settembre 1975, con il nome di Tietê. Il 10 giugno 2006 la stazione è stata ribattezzata con la denominazione attuale in omaggio all'Associação Portuguesa de Desportos, la cui sede è situata nelle immediate vicinanze.

## Interscambi
Nelle vicinanze della stazione effettuano fermata diverse linee di autobus urbani e, soprattutto, si trova l'autostazione di Tietê, alla quale è collegata direttamente.
- Fermata autobus

## Servizi
La stazione dispone di:
- Accessibilità per portatori di handicap
- Ascensori
- Scale mobili
- Biglietteria a sportello
- Biglietteria automatica